# Torneo de Integración Nacional
El Torneo de Integración Nacional, fue un torneo amistoso de nivel nacional organizado por dirigentes de fútbol de la División de Honor del fútbol Paraguayo. Fue disputado por los equipos de la entonces Liga Paraguaya de Fútbol y equipos afiliados a la Unión del Fútbol del Interior durante el año 1987, con el fin de descentralizar el fútbol profesional en el país. El Club Olimpia se coronó campeón tras permanecer de forma invicta y al vencer a su homónimo el Club Olimpia de Itá en la final.